# Dutch Open 1997 - Qualificazioni doppio
Le qualificazioni del doppio  del Dutch Open 1997 sono state un torneo di tennis preliminare per accedere alla fase finale della manifestazione. I vincitori dell'ultimo turno sono entrati di diritto nel tabellone principale. In caso di ritiro di uno o più giocatori aventi diritto a questi sono subentrati i lucky loser, ossia i giocatori che hanno perso nell'ultimo turno ma che avevano una classifica più alta rispetto agli altri partecipanti che avevano comunque perso nel turno finale.
Le qualificazioni del doppio del torneo Dutch Open 1997 prevedevano 4 coppie partecipanti di cui una è entrata nel tabellone principale.

## Teste di serie
1. Sergi Duran-Bernad /  German Puentes-Alcaniz (primo turno)

1. Francisco Costa /  Fernando Vicente (primo turno)

## Qualificati
1. Raemon Sluiter  /   Martin Verkerk

## Tabellone

### Legenda
| - Q = Qualificato - WC = Wild card - LL = Lucky loser | - ALT = Alternate - SE = Special Exempt - PR = Protected Ranking | - w/o = Walkover - r = Ritirato - d = Squalificato |

|  | Primo turno | Primo turno                               | Primo turno                      | Primo turno | Primo turno |  |  | Ultimo turno                  | Ultimo turno                  | Ultimo turno                  | Ultimo turno | Ultimo turno |  |
|  |             |                                           |                                  |             |             |  |  |                               |                               |                               |              |              |  |
|  |             | Grégory Carraz Jaime Oncins               | 6                                | 4           | 6           |  |  |                               |                               |                               |              |              |  |
|  | 1           | Sergi Duran-Bernad German Puentes-Alcaniz | 2                                | 6           | 4           |  |  | Grégory Carraz Jaime Oncins   | Grégory Carraz Jaime Oncins   | Grégory Carraz Jaime Oncins   | 2            | 4            |  |
|  |             | Raemon Sluiter Martin Verkerk             | Raemon Sluiter Martin Verkerk    | 6           | 6           |  |  | Raemon Sluiter Martin Verkerk | Raemon Sluiter Martin Verkerk | Raemon Sluiter Martin Verkerk | 6            | 6            |  |
|  | 2           | Francisco Costa Fernando Vicente          | Francisco Costa Fernando Vicente | 2           | 2           |  |  |                               |                               |                               |              |              |  |